# Centralia-Massaker (1864)
Das Centralia-Massaker war ein Massaker im Rahmen des Amerikanischen Bürgerkrieges. Es ereignete sich am 27. September 1864 an der Bahnstrecke von St. Louis nach Macon, die durch die St. Louis, Kansas City and Northern Railroad verwaltet wurde.

## Ablauf
Von Bloody Bill Anderson und William Clark Quantrill geführte Kämpfer, eine Guerillatruppe, die die Unionstruppen im westlichen Missouri bekämpfte, hielten im Bahnhof der Stadt Centralia einen Zug an und folterten und ermordeten 22 darin befindliche unbewaffnete Unionssoldaten, die nach der Schlacht von Atlanta auf dem Weg nach Hause waren. Als die Soldaten tot waren, skalpierten die Bushwhacker ihre Leichen oder schändeten sie anderweitig. Dann zündeten sie den Zug und den Bahnhof an, um die Durchfahrt für nachfolgende Züge zu blockieren. Zuvor wurden auch alle anderen Zugreisenden ausgeraubt.
Nur ein Sergeant der Unionstruppen wurde, um ggf. als Geisel zu dienen, am Leben gelassen. Dieser entkam später, als die Bushwhacker gemeinsam mit ihm den Missouri River nahe Rocheport querten.
Auch Frank und Jesse James beteiligten sich am Centralia-Massaker.

## Nach dem Massaker
Kurz darauf nahmen nacheilende Unionstruppen des berittenen 39. Missouri-Infanterieregiments unter dem Kommando von Major A. V. E. Johnston die Verfolgung der Mörder auf. Die Unionssoldaten wurden jedoch durch Anderson, der sich zwischenzeitlich mit weiteren Partisanenkommandanten, wie George Todd, getroffen hatte, im Rahmen eines Hinterhaltes gefangen genommen: Da die Unionstruppen noch mit bereits veralteten einschüssigen Vorderladermusketen bewaffnet waren, hatten sie den Partisanen, die über Perkussionsrevolver verfügten, wenig entgegenzusetzen und wurden umgebracht.
Durch Andersons Männer wurden etwa 120 der Gefangenen dann brutal ermordet. Auch ihre Leichen wurden skalpiert, enthauptet oder auf andere Weise geschändet.